# Цериньш, Рихард
Рихард Цериньш (латыш. Rihards Ceriņš) — советский латвийский актёр театра и кино.

## Биография
Рихард Цериньш в 1952—1961 годах работал актёром Рижского ТЮЗа (позже Государственный театр юного зрителя Латвийской ССР). Снялся в нескольких кинокартинах.

## Творчество

### Роли в театре

#### Рижский театр юного зрителя
- 1959 — «Копьё чёрного принца» Л. Прозоровского и П. Хомского — Индриксон
- 1959 — «На улице Уитмена» Мэксин Вуд[англ.] — Джефферсон Холл
- 1959 — «Чёртова мельница» Исидора Штока по пьесе Яна Дрды — Заведующий адскими кознями
- 1960 — «Приключения Тома Сойера» Марка Твена — Пастор
- 1961 — «Мишка, Серёга и я — Гарик» В.Маланкина и Г.Цеплиовича — Отец Гарика Верезина — Алексей Павлович
- 1961 — «Третье желание» В.Блажека — Доктор Эрлебах
- 1962 — «Я сам» Дмитрия Щеглова — Командир
- 1962 — «Крышу для Матуфля» Ив Жамиака — Мэр
- 1962 — «Сотворившая чудо» Уильяма Гибсона — Анагнос
- 1963 — «Белоснежка» по сказке братьев Гримм Льва Устинова — Гном Пятница
- 1963 — «Красные дьяволята» Павла Бляхина — Голопуз — адъютант Махно
- 1964 — «Оловянные кольца» Тамары Габбе — Усатый солдат
- 1964 — «Тень» Евгения Шварца — Очень длинный человек
- 1965 — «На всякого мудреца довольно простоты» Александра Островского — Человек Мамаева
- 1968 — «Обыкновенная история» по роману Ивана Гончарова Виктора Розова — Василий, камердинер Петра Адуева
- 1969 — «Принц и нищий» по роману Марка Твена — Блейк, старый слуга
- 1979 — «История одного покушения» Семёна Лунгина и Ильи Нусинова — Присяжный заседатель
- 1985 — «Том Сойер» по роману Марка Твена — Пастор
- 1987 — «Вариации на тему феи Драже» А.Кутерницкого — Жители и гости города Ленинграда

### Фильмография
- 1961 — Карьера Димы Горина — эпизод
- 1965 — Клятва Гиппократа (латыш. Hipokrāta zvērests) — эпизод
- 1991 — Собака, которая умела петь (латыш. Suns, kas mācēja dziedāt)